# 赫拉克利亞的戴歐尼修斯
戴歐尼修斯（好人）（希臘語：Διονύσιος; 約前360年以前–約前305/306年），是黑海邊赫拉克利亞（Heraclea Pontica）的僭主，最後自稱國王。

## 生平
戴歐尼修斯出生於赫拉克利亞，父親克利爾庫斯（Clearchu）很可能也是僭主。當父親克利爾庫斯於前353/352年去世時，戴歐尼修斯兄弟還尚小，於是由叔叔薩堤爾（Satyrus）繼承了僭主的位置，並擔當戴歐尼修斯和其兄長提摩太（Timotheus）的監護人。之後提摩太繼承了薩堤爾的職位，很快地他讓弟弟戴歐尼修斯一同掌權。在提摩太去世後，前337/336年戴歐尼修斯成為赫拉克利亞唯一的統治者。
前334年，馬其頓國王亞歷山大大帝開始東征，並摧毀了赫拉克利亞的宗主國波斯阿契美尼德帝國，因為馬其頓遠征軍並沒有經過赫拉克利亞所在的比提尼亞一帶，戴歐尼修斯便想趁著這個亂局擴張自己的疆域。然而同時，一些被戴歐尼修斯驅除的赫拉克利亞公民，他們跑去乞求亞歷山大，並希望能在他的幫助下恢復赫拉克利亞的民主政府。但戴歐尼修斯透過亞歷山大親妹妹克麗奧佩脫拉的幫忙，成功阻止並預防任何民主派流亡者有得逞的機會。雖然如此，戴歐尼修斯對於他的位置仍然沒有安全感，當強人亞歷山大大帝前323年劇逝的消息傳來，他想必非常快活，因為他立了一座和樂愉悅的雕像。
流亡者並沒有這樣就放棄，他們改向馬其頓帝國攝政佩爾狄卡斯尋求幫助。對此，戴歐尼修斯致力於加入佩爾狄卡斯敵人陣營來鞏固地位，甚至後來還與克拉特魯斯前妻阿瑪斯特里絲結婚來取得利益。當安提柯稱霸整個小亞細亞時，戴歐尼修斯也與他交好，並在安提柯與阿桑德戰爭時貢獻自己的力量。戴歐尼修斯還把自己與前妻所生的女兒嫁給安提柯的侄子托勒密，就這樣小心翼翼與強大勢力相處，戴歐尼修斯持續他僭主的地位。

## 去世
前306年，隨著亞歷山大繼業者先後自立為王，戴歐尼修斯也跟進，但他隨後不久就逝世。戴歐尼修斯是個非常非常胖的胖子，也因為他的肚子太胖了，使他在進食時碰不著食物，所以他要用著一些工具幫他用餐。最後，他也是因為太胖，肥肉太多壓著他沒法呼吸而死。
戴歐尼修斯被認為是古希臘自古以來所有僭主中統治最溫和最公正的，因為他的兩個兒子克利爾庫斯和歐克西亞提斯都未成年，赫拉克利亞統治地位便交給妻子阿瑪斯特里絲管理。戴歐尼修斯逝世時應該在前306年冬，或是前305年，根據西西里的狄奧多羅斯記載,他死時55歲，統治32個年頭。但一些其他作家稱他統治33年。現代有發現戴歐尼修斯所發行的錢幣，一些是他與兄長提摩太共治時發行的，其他的是他單獨統治時發行的。